# Eudesmus rubefactus
Eudesmus rubefactus là một loài bọ cánh cứng trong họ Cerambycidae.